# آنومالی اشنویه ۱
آنومالی اشنویه ۱ یک اندیس فلزی است که در حوالی شهر اشنویه استان آذربایجان غربی قرار دارد و مادهٔ معدنی موجود در آن، طلا است. سنگ میزبان این اندیس سنگ آهک، آهک دولومیتی، شیل‌های میکادار خاکستری است در این اندیس، پاراژنز‌های مس، شئلیت یافت می‌شوند.